# GP Rouwmoer 2015
De 49e editie van de GP Rouwmoer (sponsornaam: Noorvlees Van Gool Cyclocross) werd gehouden op 5 december 2015 in Essen. De wedstrijd maakte deel uit van de bpost bank trofee 2015-2016. De Belg Wout van Aert won ook deze vierde manche en nadat Lars van der Haar afzegde voor deze manche (plus vijf minuten in het klassement) staat alleen Kevin Pauwels nog binnen de vijf minuten in het Bpost-klassement.

## Mannen elite

### Verloop
Sven Nys vloog vanaf de start direct in de wedstrijd. Wout van Aert en wereldkampioen Mathieu van der Poel moesten duidelijk nog even opstarten. Na enkele ronden nam Van der Poel de leiding op zich en probeerde tot drie keer toe Nys en Van Aert eraf te rijden. Bij de derde maal lukte dit dan ook: Van Aert en Nys bogen het hoofd en op drie ronden van het einde leken de beide heren zich neer te moeten leggen bij een strijd om de tweede plaats. In de voorlaatste ronde sloeg de wedstrijd om: het versnellingsapparaat van Van der Poel hield het voor gezien en de Nederlander was aangewezen op lopen. Hierna streden Nys en Van Aert om de zege: Van Aert nam de leiding in de slotronde en gaf deze positie niet meer op. Nys deed nog een ultieme poging, maar kwam niet weg.
Drievoudig wereldkampioen Zdeněk Štybar reed in Essen zijn enige cross van het seizoen en eindigde op de twintigste plaats.

### Uitslag
| Plaats  | Naam                   | Ploeg                         | Tijd     |
| ------- | ---------------------- | ----------------------------- | -------- |
| Winnaar | Wout van Aert          | Vastgoedservice-Golden Palace | 1u00'26" |
| 2       | Sven Nys               | Crelan-AA Drink               | + 7"     |
| 3       | Michael Vanthourenhout | Sunweb-Napoleon Games         | + 29"    |
| 4       | Kevin Pauwels          | Sunweb-Napoleon Games         | + 35"    |
| 5       | Gianni Vermeersch      | Sunweb-Napoleon Games         | + 46"    |
| 6       | Tom Meeusen            | Telenet-Fidea                 | + 48"    |
| 7       | Laurens Sweeck         | ERA Real Estate-Murprotec     | + 58"    |
| 8       | Mathieu van der Poel   | BKCP-Corendon                 | + 1'11"  |
| 9       | Tim Merlier            | Vastgoedservice-Golden Palace | + 1'15"  |
| 10      | Corné van Kessel       | Telenet-Fidea                 | + 1'32"  |
| 11      | 0                      |                               |          |
| 12      | 0                      |                               |          |
| 13      | 0                      |                               |          |
| 14      | 0                      |                               |          |
| 15      | 0                      |                               |          |

| Pos. | Punten |
| ---- | ------ |
| 1    | 80     |
| 2    | 60     |
| 3    | 40     |
| 4    | 30     |
| 5    | 25     |
| 6    | 20     |
| 7    | 17     |
| 8    | 15     |
| 9    | 12     |
| 10   | 10     |
| 11   | 8      |
| 12   | 5      |
| 13   | 4      |
| 14   | 2      |
| 15   | 1      |

### Stand bpost bank trofee
Na 4 wedstrijden (GP Mario de Clercq, Koppenbergcross, Flandriencross en GP Rouwmoer) was dit de stand in het klassement:
| Plaats | Naam                   | Ploeg                         | Tijd     |
| ------ | ---------------------- | ----------------------------- | -------- |
| 1      | Wout van Aert          | Vastgoedservice-Golden Palace | 3u56'34" |
| 2      | Kevin Pauwels          | Sunweb-Napoleon Games         | + 3'19"  |
| 3      | Sven Nys               | Crelan-AA Drink               | + 6'46"  |
| 4      | Tom Meeusen            | Telenet-Fidea                 | + 7'39"  |
| 5      | Michael Vanthourenhout | Sunweb-Napoleon Games         | + 7'53"  |
| 6      | Lars van der Haar      | Giant-Alpecin                 | + 8'10"  |
| 7      | Gianni Vermeersch      | Sunweb-Napoleon Games         | + 8'59"  |
| 8      | Julien Taramarcaz      | ERA Real Estate-Murprotec     | + 8'59"  |
| 9      | Laurens Sweeck         | ERA Real Estate-Murprotec     | + 9'02"  |
| 10     | Tim Merlier            | Vastgoedservice-Golden Palace | + 9'08"  |

#### Veranderingen
- Door afzegging (+ vijf minuten) valt Lars van der Haar terug van plaats drie naar plaats zes.
- Sven Nys stijgt van plaats vijf naar drie en springt daarmee over Tom Meeusen (blijft op vier).
- Michael Vanthourenhout stijgt van zeven naar vijf, Julien Taramarcaz zakt daardoor van zes naar acht.
- Gianni Vermeersch stijgt van plaats tien naar zeven, Tim Merlier zakt van acht naar tien.

1965 · 
1966 · 
1967 · 
1968 · 
1969 · 
1970 · 
1971 · 
1972 · 
1973 · 
1974 · 
1975 · 
1976 · 
1977 · 
1978 · 
1979 · 
1980 · 
1981 · 
1982 · 
1983 · 
1984 · 
1985 · 
1986 · 
1987 · 
1988 · 
1989 · 
1990 · 
1991 · 
1992 · 
1993 · 
1994 · 
1995 · 
1996 · 
1997 · 
1998 · 
1999 · 
2000 · 
2001 · 
2002 · 
2003 · 
2004 · 
2005 · 
2006 · 
2007 · 
2008 · 
2009 · 
2010 · 
2011 · 
2012 · 
2013 · 
2014 · 
2015 ·
2016 ·
2017 ·
2018 ·
2019 ·
2020 ·
2021 ·
2022 ·
2023 ·
2024
 GP Mario De Clercq · 
 Koppenbergcross · 
 Flandriencross · 
 GP Rouwmoer · 
 Scheldecross · 
 Azencross · 
 GP Sven Nys · 
 Waaslandcross